# Peintre des armées en France
 (juin 2010).
Si vous disposez d'ouvrages ou d'articles de référence ou si vous connaissez des sites web de qualité traitant du thème abordé ici, merci de compléter l'article en donnant les références utiles à sa vérifiabilité et en les liant à la section « Notes et références ».
Un peintre des armées est un artiste considéré par le ministre français de la Défense comme particulièrement capable de représenter graphiquement des sujets militaires tels que des batailles, des matériels ou des uniformes en lui décernant ce titre officiel.
Il appartient à quatre spécialités distinctes : Peintre de la Marine, Peintre de l'Air et de l'Espace, Peintre de l'Armée de terre, Peintre de la Gendarmerie. Il peut être attribué non seulement à des peintres mais aussi à des photographes, des illustrateurs, des graveurs et des sculpteurs.

## Mission
Le peintre des armées agréé devra durant une période de neuf ans réaliser des œuvres sur les thèmes militaires, avant de recevoir le titre de Peintre des armées titulaire.
Le titre de peintre des armées est décerné par le ministre de la défense à des artistes « qui consacrent leur activité à la représentation plastique ou graphique de sujets militaires, maritimes ou aériens et dont le talent lui paraît de nature à contribuer au renom des armées. » Il est attribué pour l'une des trois spécialités suivantes :
- Peintre de l'Armée de terre,
- Peintre de la Marine,
- Peintre de l'Air.

Une quatrième spécialité, celle de Peintre de la Gendarmerie, est actuellement en cours de création. 
Le peintre des armées doit être un artiste sachant évoluer avec son temps. Il doit participer de façon exacte à l'iconographie militaire, à la conservation du Patrimoine en entrant dans le mouvement général de l'art et tenir compte des multiples courants socioculturels du monde dans lequel il évolue.
Le peintre des armées doit évoquer des faits de l'histoire de France, mieux encore, être témoin ou acteur de l'événement. Souvent graveur, peintre ou sculpteur il réalise des œuvres d'art originales et tous produits relatifs à la communication et au prestige de l'armée française contribuant ainsi au rayonnement des arts et de la culture à travers le monde.

## Historique
Avant 1830, au XIVe siècle, les peintres décorent les navires, le cardinal de Richelieu nomme des peintres comme Jean-Baptiste de La Rose (1612-1687).
Peintre officiel de France, peintre de batailles ou peintre de guerre au XVIe siècle, le statut des peintres des armées est rénové le 2 avril 1981 où il devient « correspondant de guerre » et est assimilé au grade de capitaine pour les peintres agréés et au grade de commandant pour les peintres titulaires.

## Exposition
Au cours des salons nationaux de peinture organisés tous les deux ans par les états-majors, le Salon de la Marine (pour le titre de Peintre de la Marine), le Salon international de l'aéronautique et de l'espace de Paris-Le Bourget (pour le titre de Peintre de l'Air), et le Salon des peintres de l'Armée (de terre) à l'hôtel national des Invalides (pour le titre de Peintre de l'Armée de terre).
Le jury national est composé de : un inspecteur général de l'armée (de terre, air, marine ou gendarmerie), un délégué au Patrimoine de la Défense nationale (terre, air, marine ou gendarmerie), le chef de la direction de la Mémoire, du Patrimoine et des Archives (DMPA), le directeur du musée (de la Marine, de l'Air et de l'Espace…), un membre qualifié de l'aéronautique industriel, un membre du monde littéraire, artistique ou culturel et deux Peintres des armées titulaires.
Les lauréats, environ 15 %, sont proposés pour le titre de « peintre des Armées » par le président du jury au ministre de la Défense pour leur nomination par décret au Journal officiel de la République française.